# Haplophthalmus perezi
Haplophthalmus perezi är en kräftdjursart som beskrevs av Legrand1943. Haplophthalmus perezi ingår i släktet Haplophthalmus och familjen Trichoniscidae. Inga underarter finns listade i Catalogue of Life.